# WaBa Grill
A WaBa Grill é uma cadeia americana de restaurantes fast casual especializada em alimentos saudáveis. Sediada no sudoeste dos Estados Unidos e fundada em 2006, foi chamada de “uma das principais cadeias de tigelas de arroz saudáveis do país”.

## História
A WaBa Grill foi fundada em 2006 por Kyle Lee, Brian Ham e Eric Lee.
Durante o início da pandemia de COVID-19, em abril de 2020, os funcionários da cadeia, juntamente com outros funcionários de restaurantes, entraram em greve exigindo equipamentos de proteção contra o vírus, pagamento de periculosidade e pagamento durante a quarentena.

## Produtos
A maioria dos itens do cardápio do WaBa Grill são tigelas de arroz, com coberturas como frango, bife à base de vegetais, bife de costela, salmão, camarão e tofu. São oferecidas saladas, juntamente com os “Boom Boom Tacos”, que são cobertos com molho de gergelim, cebolinha e um molho boom boom à base de maionese. Os acompanhamentos incluem bolinhos de massa, wontons, abacates fatiados, edamame mergulhado em kimchi e jalapeños misturados com cenouras.

## Locais
Em 2023, a cadeia tinha 115 restaurantes em dois estados, Arizona e Califórnia. No Arizona, ela tem dois restaurantes, em Avondale e Tempe. A Califórnia tem os outros 113, concentrados principalmente na parte sul do estado. Ela planeja se expandir para Nevada, com oito lojas propostas no Condado de Clark, que devem ser abertas até 2027. Outros projetos de expansão abrangem um acordo de dez unidades no Metroplex de Dallas-Fort Worth, um acordo de treze unidades na Califórnia Central e um acordo de dez unidades no Condado de Maricopa, Arizona.